# Чен Шуејбјен
Чен Шуејбјен (кин: 陳水扁; пин: Chén Shuǐbiǎn; 12. октобар 1950) тајвански је адвокат и политичар који је био на позицији председника Републике Кине од 2000. до 2008. године. Претходно је био на позицији градоначелника Тајпеја (1994—1998).